# 廈荷大辭典
《廈荷大辭典》（荷蘭語：Chineesch-Hollandsch Woordenboek van het Emoi Dialect; 臺羅：Ē-hô tāi sî-tén），或稱《廈荷辭典》(臺羅：Ē-hô sî-tén)，是一部閩南語辭典，收錄泉漳方言廈門話白話用語，由佛蘭根、格萊思等人編撰，1882年由巴達維亞藝術科學協會出版，全書774頁。本書以廈門話羅馬字母順序編排，採荷蘭語註釋廈門話詞語的方式呈現，保留諸多19世紀的閩南語詞彙。2008年，由台灣教會公報社重新印刷出版。

## 來源腳註
1. ↑  賴永祥 (1988).
2. ↑  黃龍泉 (2013).

## 參閲
- 荷華文語類參
- 廈英大辭典

## 外部連結
- 閩南語辭書的類型與發展－洪惟仁－國立台中教育大學